# فستوکا
(فستوکا آبی) (نام علمی: Festuca) یک سرده بزرگ از گیاهان گلدار در تیره گندمیان (Poaceae) است. این سرده شامل صدها گونه از علف‌های پایا (دائمی) است که عمدتاً به صورت دسته‌ای یا کپه‌ای رشد می‌کنند و پراکندگی جهانی دارند، اما بیشتر در مناطق معتدل و سرد یافت می‌شوند. گونه‌های فستوکا به دلیل سازگاری بالا و کاربردهای متنوع، از جمله به عنوان گیاه زینتی، بخش مهمی از ترکیبات چمن، علوفه برای دام، و برای کنترل فرسایش خاک، اهمیت دارند.

## ویژگی‌ها
گیاهان سرده Festuca عموماً علفی و پایا هستند. مشخصه بارز بسیاری از گونه‌ها، رشد به صورت توده‌های متراکم (کپه‌ای) است که از مجموعه‌ای از ساقه‌های برگ‌دار تشکیل شده‌اند. البته برخی گونه‌ها دارای زمین‌ساقه (ریزوم) کوتاه یا بلند هستند و می‌توانند گسترش یابند و پوشش چمنی ایجاد کنند.
برگ‌ها معمولاً باریک، خطی یا سوزنی‌شکل هستند و ممکن است مقطع گرد یا صاف داشته باشند. رنگ برگ‌ها بسته به گونه و رقم متفاوت است و می‌تواند از سبز تیره تا سبز روشن، خاکستری-سبز و آبی-نقره‌ای متغیر باشد.
گل‌آذین به صورت خوشه (Panicle) باز یا نسبتاً متراکم در انتهای ساقه‌های گل‌دهنده ظاهر می‌شود. سنبلچه‌ها کوچک هستند و هر کدام شامل چندین گل می‌باشند. ریشه‌ها معمولاً فیبری و گسترده بوده و به خوبی در خاک نفوذ می‌کنند.

## رده‌بندی و پراکندگی
سرده Festuca متعلق به تیره گندمیان (Poaceae)، زیرخانواده Pooideae و تبار Poeae است. این سرده بسیار بزرگ و متنوع است و تعداد دقیق گونه‌های آن بسته به نظام رده‌بندی مورد استفاده، متفاوت است، اما صدها گونه را در بر می‌گیرد.
فستوکاها تقریباً در تمام نقاط جهان، به جز مناطق گرمسیری پست و بیابان‌های بسیار خشک، یافت می‌شوند. مرکز تنوع آن‌ها در مناطق معتدل نیم‌کره شمالی است. این گیاهان در زیستگاه‌های مختلفی از جمله علفزارها، مراتع کوهستانی، جنگل‌های باز، توندرا و حتی شکاف صخره‌ها رشد می‌کنند.
توجه: رده‌بندی برخی گونه‌ها، مانند فستوکای بلند (Festuca arundinacea)، مورد بازنگری قرار گرفته و اکنون توسط برخی منابع در سرده Lolium (با نام Lolium arundinaceum) قرار داده می‌شود، هرچند هنوز به طور گسترده با نام Festuca شناخته می‌شود.

## بوم‌شناسی
گونه‌های Festuca نقش مهمی در بسیاری از اکوسیستم‌های علفزاری و مرتعی دارند. آن‌ها به دلیل سیستم ریشه‌ای قوی، در تثبیت خاک و جلوگیری از فرسایش مؤثر هستند. بسیاری از گونه‌ها به شرایط سخت محیطی مانند خشکسالی، سرما، و خاک‌های فقیر و با زهکشی خوب سازگار شده‌اند.
برخی گونه‌ها منبع غذایی مهمی برای چرندگان وحشی و اهلی محسوب می‌شوند. با این حال، در برخی مناطق خارج از محدوده بومی خود، بعضی گونه‌های فستوکا (مانند F. arundinacea) پتانسیل تبدیل شدن به گونه مهاجم را دارند و می‌توانند با گونه‌های بومی رقابت کنند.

## کاربردها
فستوکاها به دلیل تنوع و سازگاری، کاربردهای متعددی دارند:

### کاربرد زینتی
گونه‌هایی مانند فستوکای آبی (F. glauca) و ارقام متعدد آن، به دلیل رنگ آبی-نقره‌ای و بافت ظریف برگ‌ها، به طور گسترده در باغ‌آرایی استفاده می‌شوند. این گیاهان برای کاشت در حاشیه‌ها، باغ صخره‌ای، فضای سبز شهری، گلدان و به عنوان گیاه پوششی کم‌ارتفاع مناسب هستند.

### چمن و محوطه‌سازی
گونه‌هایی چون فستوکای قرمز (F. rubra) و زیرگونه‌های آن به دلیل مقاومت به سایه، و فستوکای بلند (F. arundinacea یا L. arundinaceum) به دلیل مقاومت به گرما، خشکی و پاخوری، اجزای مهمی در بسیاری از ترکیبات بذر چمن برای پارک‌ها، زمین‌های ورزشی و محوطه‌سازی‌های پایدار هستند. فستوکاهای ریزبرگ (Fine Fescues) مانند F. rubra و Festuca ovina (فستوکای گوسفندی) چمنی با بافت ظریف و نیاز آبی کم ایجاد می‌کنند.

### علوفه
برخی گونه‌ها مانند فستوکای بلند و فستوکای گوسفندی به عنوان علوفه در مرتع‌ها برای دام کشت می‌شوند. هرچند، وجود همزیست‌های قارچی اندوفیت در برخی جمعیت‌های فستوکای بلند می‌تواند برای دام‌ها سمی باشد (بیماری Fescue toxicosis).

### کنترل فرسایش
ریشه‌های متراکم و فیبری فستوکاها آن‌ها را برای کاشت در شیب‌ها و مناطقی که نیاز به تثبیت خاک دارند، مناسب می‌سازد.

## کشت و نگهداری
بیشتر فستوکاهای زینتی و چمنی به شرایط زیر نیاز دارند:
- نور: آفتاب کامل برای بهترین رنگ (به‌ویژه گونه‌های آبی‌رنگ). گونه‌های چمنی مانند فستوکای قرمز، سایه نسبی را تحمل می‌کنند.
- خاک: خاک با زهکشی خوب ضروری است. بسیاری از گونه‌ها در خاک‌های فقیر، شنی یا سنگلاخی به خوبی رشد می‌کنند و خاک‌های سنگین و غرقاب را تحمل نمی‌کنند.
- آبیاری: نیاز آبی متوسط تا کم دارند. پس از استقرار، بسیاری از گونه‌ها به خشکی مقاوم هستند. آبیاری بیش از حد مضر است.
- نگهداری: گیاهان کم‌توقعی هستند. گونه‌های زینتی کپه‌ای ممکن است نیاز به حذف برگ‌های خشک در بهار و تقسیم توده‌ها هر چند سال یکبار برای حفظ شادابی داشته باشند. گونه‌های چمنی نیاز به چمن‌زنی منظم دارند.

## گونه‌های منتخب
- Festuca glauca (فستوکای آبی): زینتی، برگ‌های آبی-نقره‌ای، کپه‌ای.
- Festuca rubra (فستوکای قرمز): چمنی، مقاوم به سایه، برخی زیرگونه‌ها ریزوم‌دار.
- Festuca arundinacea (syn. Lolium arundinaceum): (فستوکای بلند): چمنی و علوفه‌ای، مقاوم به گرما، خشکی و پاخوری.
- Festuca ovina (فستوکای گوسفندی): علوفه‌ای و زینتی، برگ‌های بسیار باریک، مقاوم.
- Festuca idahoensis (فستوکای آیداهو): بومی غرب آمریکای شمالی، زینتی و مرتعی.
- Festuca valesiaca (فستوکای واله): زینتی، کپه‌ای متراکم، برگ‌های بسیار نازک نقره‌ای-سبز.